# René Jørgensen
René Jørgensen (* 26. Juli 1975 in Herning) ist ein ehemaliger dänischer Radrennfahrer.
René Jørgensen begann seine Karriere 1998 bei dem Radsportteam Home-Jack & Jones, dem späteren Team CSC. 2002 wechselte er zu EDS-Fakta, wo er zwei Jahre bis zur Auflösung der Mannschaft fuhr. In seiner ersten Saison dort gewann er das Rennen Herning Gadelob. 2004 fuhr er für Alessio-Bianchi, die sich am Ende der Saison auch auflösten. 2005 wechselte er zu dem britischen Professional Continental Team Barloworld-Valsir. Er wurde unter anderem Dritter beim GP Aarhus und einmal Etappenzweiter bei der Tour of Qinghai Lake. Seit 2006 fährt Jørgensen für das dänische Continental Team Designa Køkken. 2012 siegte er im Rennen Tartu Rattaralli. Ende der Saison 2012 gab er bekannt, dass er seine Karriere beenden wird.

## Erfolge
2009
- Grand Prix Herning
- GLS Pakkeshop Grand Prix

## Teams
- 1998–1999 Home-Jack & Jones
- 2000 Memorycard-Jack & Jones
- 2001 CSC-Tiscali
- 2002 EDS-Fakta
- 2003 Team Fakta
- 2004 Alessio-Bianchi
- 2005 Barloworld-Valsir
- 2006–2010 Team Designa Køkken
- 2011–2012 Christina Watches-Onfone